# Oscar Cahén
Pour les articles homonymes, voir Cahen.
Oscar Cahén (né le 8 février 1916 à Copenhague, Danemark - mort le 26 novembre 1956 à Oakville (Ontario), Canada) est un peintre et illustrateur canadien d'origine danoise. Cahén est surtout connu comme membre du groupe de peintres abstraits Painters Eleven.

## Biographie
Cahén a été formé en Europe et a enseigné à Prague avant de fuir l'occupation nazie en 1938. Citoyen allemand, il a été interné en Angleterre en 1939 avant d'être expulsé au Canada en 1940 en tant qu'étranger et ennemi. Après sa libération en 1942, il noue des contacts artistiques au Canada et travaille à Montréal avant de déménager à Toronto en 1944. Cahén travaille comme illustrateur pour des magazines comme Maclean's, Chatelaine et New Liberty. À la fin des années 1940, il rencontre Walter Yarwood, Harold Town et d'autres personnalités impliquées dans l'avant-garde artistique de Toronto. Cahén participe à l'exposition Abstracts at Home qui s'est tenue en 1953 à la Robert Simpson Company de Toronto. Il rejoint Painters Eleven lorsque le groupe se forme plus tard dans l'année. Dans le contexte conservateur du monde artistique canadien de l'époque, leurs premières expositions sont accueillies avec dédain,. Néanmoins, Painters Eleven se fait remarquer  avec une exposition réussie, Twentieth Annual Exhibition of American Abstract Artists with Painters Eleven of Canada en 1956 avec l'American Abstract Artists à la galerie Riverside de New York et y sont félicités par l'influent critique Clement Greenberg en visite à Toronto en 1957. Dans la presse canadienne, le plus ardent admirateur du groupe était le critique d'art Robert Fulford. Cahén est mort dans un accident de voiture en 1956.

## Pour en savoir plus
- Graham Broad, Art Shock in Toronto: Painters Eleven, The Shock of the New, The Beaver, Canada’s History Magazine Vol. 84:1 (2004)
- Donald W. Buchanan, An Illustrator Speaks His Mind: An Interview with Oscar Cahén, Canadian Art 8, no. 1 (Automne 1950): p. 2-8.
- David G. Burnett et Marilyn Schiff, Contemporary Canadian Art, Art Gallery of Ontario, Toronto, 1983.  (ISBN 0-88830-242-8)
- Gary Michael Dault, Oscar Cahén: In Search of Lost Fame, Border Crossings Vol. 23, No. 3 (2004): p. 61-63.
- Roald Nasgaard, Abstract Painting in Canada, Douglas & McIntyre, Vancouver, 2008.  (ISBN 1-55365-394-7)
- Karl Nickel, Oscar Cahén: First American Retrospective Exhibition, Ringling Museum of Art, Sarasota, 1968.
- Jeffrey Spalding, Oscar Cahén, Past as Prologue, Art Gallery of Nova Scotia, Halifax, 2007.